# Current 93
Current 93 és un grup musical britànic fundat el 1982 per David Tibet com al seu projecte principal. El gènere que ha practicat des de sempre és la música experimental, aportant al neofolk. David Tibet és l'únic membre constant, tenint en els treballs nombroses col·laboracions: ha col·laborat amb artistes com Freya Aswynn, els membres Leagas, Wakeford i Pearce de Death in June i l'escriptor Thomas Ligotti.
En les lletres de les seus cançons mostren preocupació per assumptes moderns alhora que mostren simbolisme històric no contemporani, com les deïtats de la mitologia germànica i les runes germàniques. També tracta temes màgics com el Thelema, d'Aleister Crowley.

## Història
El 1982 es creà el grup, tenint a David Tibet com a l'únic membre constant. Així i tot, destaca la presència majoritària de Steven Stapleton, un dels membres més freqüents al projecte.
El 1983 Current 93 debutà amb David Tibet, John Balance i Fritz Haaman com a membres. Eixe any llençaren el senzill Lashtah, publicat per la discogràfica Laylah Records.
Durant la dècada del 1980 col·laborà extensament amb Douglas Pearce. El 1988 publicaren l'àlbum més influent, Swastikas for nobody. Fins a finals de la dècada de 1980 Current 93 fou un projecte musical prolífic amb dos àlbums per any. Durant la dècada del 1990 l'estil incorporà el folk acústic en formes sinistres. Durant la següent dècada es dedicaren a fer material nou i fer rellançaments d'anteriors. El 2006 Durtro Records publicà en maig Black Ships Ate the Sky i Sleep Has His House. El 2006 Current 93 havia llençat uns quaranta àlbums. L'abril de 2007 publicà Inmost Light.
El 2014 Current 93 llençà I Am the Last of All the Field That Fell.